# 444e division de sécurité
La 444e division de sécurité (en allemand : 444. Sicherungs-Division) était une unité des sicherungstruppen (troupes de sécurité en français) de la Heer au sein de la Wehrmacht.

## Historique
La 444. Sicherungs-Division est formée le 15 mars 1941 à Ohlau dans le Wehrkreis VIII, à partir d'éléments de la 221. Infanterie-Division et de la Division z.b.V. 444.
Elle sert dans le secteur Sud du Front de l'Est jusqu'à sa dissolution en mai 1944.

## Organisation

### Commandants
| Date                            | Grade                  | Commandant                  |
| ------------------------------- | ---------------------- | --------------------------- |
| 15 mars 1941 - 1er avril 1941   | Generalleutnant        | Alois Josef Ritter von Molo |
| 1er avril 1941 - 3 février 1942 | Generalleutnant        | Wilhelm Rußwurm             |
| 3 février 1942 - 4 mars 1942    | General der Infanterie | Helge Auleb                 |
| 4 mars 1942 - 14 octobre 1943   | Generalleutnant        | Adalbert Mikulicz           |

## Théâtres d'opérations
- Allemagne : Mars 1941 - Juin 1941
- Front de l'Est secteur Sud : Juin 1941 - Mai 1944

## Ordre de bataille
Février 1942
- verstärktes Infanterie-Regiment 360
- Wach-Bataillon 708
- II./Artillerie-Regiment 221
- Landesschützen-Regimentsstab 46
- Divisions-Nachrichten-Abteilung 828
- Kosaken-Hundertschaft 444
- Panzer-Kompanie 445
- Turkestanische Hundertschaft 444
- Divisionseinheiten 360

Juin 1943
- Sicherungs-Regiment 46
- Sicherungs-Regiment 602
- Nachrichten-Abteilung 828
- Kommandeur der Divisions-Nachschubtruppen 360

## Décorations
Des membres de cette division ont été récompensés à titre personnel pour leurs faits de guerre:
- Agrafe de la liste d'honneur : 1
- Croix allemande en Or : 3

## Sources
- Samuel Mitcham: Hitler's Legions: The German Army Order of Battle World War II - Leo Cooper, London
  - Cet ouvrage comporte quelques erreurs de dates